# Werner Cabrera Campos
Werner Cabrera Campos (Chota, Cajamarca, 15 de octubre de 1971) es un ingeniero agrónomo y político peruano. Fue alcalde de la provincia de Chota, desde enero del 2019 hasta diciembre del 2022, y congresista de la república por la región Cajamarca en el período 2006-2011.

## Biografía
Werner Cabrera nació el 15 de octubre de 1971 en Chota, distrito ubicado en la provincia homónima en el departamento de Cajamarca en Perú.
Estudió la carrera de ingeniería agrónoma en la Universidad Nacional de Cajamarca.

### Congresista
En las elecciones parlamentarias del 2006, postuló al Congreso de la República por la coalición entre Unión por el Perú y el recién creado Partido Nacionalista Peruano representando al departamento de Cajamarca. Resultó elegido para el período parlamentario 2006-2011.

#### Crítica en el Congreso
Mientras estuvo en el cargo, formó parte de una serie de comités relacionados con tecnología, educación, agricultura y vivienda. Durante su mandato, como presidente de un subcomité de educación en el Congreso, fue criticado por declinar préstamos estudiantiles. Según un periódico español, Cabrera aprobó solo 188 de los más de 400 préstamos, lo que el periódico calificó como una "calificación sombría" de solo 6.8% de los préstamos aprobados.
Según el periódico, sus antecedentes políticos han sido criticados por sus opositores políticos, quienes lo han considerado insatisfactorio debido a su repetido fracaso en aprobar Meteorología y Cálculo entre otros cursos. También ha habido denuncias de que su currículum no detallaba sus repetidos esfuerzos para remediar sus cursos reprobados y que mantenía los muebles de la universidad fuera de su servicio como presidente de una organización estudiantil.

### Alcalde de Chota
En las elecciones municipales del 2018, postuló a la alcaldía de la provincia de Chota por el partido Acción Popular y logró ser elegido alcalde para el periodo 2019-2022.